# Otac Damien
Otac Damien (Damjan), rođen kao Jozef De Veuster (Tremelo, Belgija, 3. siječnja 1840. – Kalaupapa, Havaji, 15. travnja 1889.), belgijski katolički svećenik, svetac i misionar. U izboru belgijske televizije Canvas 2005. godine, proglašen je za najvećeg Belgijanca svih vremena. U sličnom izboru belgijske televizije RTBF bio je na 3. mjestu najvećih Belgijanaca svih vremena. Spomendan mu je 10. svibnja. 

## Životopis
Rođen je kao sedmo dijete u seljačkoj obitelji. Po završetku osnovne škole, radio je četiri godine na obiteljskom gospodarstvu, a potom ga je otac poslao u školu poduzetništva.
Radije se odlučio za svećenički poziv. Pristupio je 1860. Kongregaciji Presvetog Srca Isusova i Marijina u Leuvenu. Dobio je redovničko ime Damien. Njegov brat Auguste također je bio svećenik. Godine 1864. upućen je u misiju na Havaje. Zaređen je za svećenika 21. svibnja 1864. u Honolulu. Na Havajima su izbile bolesti kod domorodaca jer nisu bili otporni na bolesti pri susretu sa stranicama i trgovcima. Otočjem se širila pojava gubavosti. Oboljeli su poslani u karantenu na otoku Molokai, gdje im je podignuto naselje na zabačenou jestu i dopremana hrana. Nisu imali medicinsku skrb, a mnogi su se odali alkoholu i drugim porocima. 
Mjesni biskup Louis Désiré Maigret uvidio je nužnost slanja svećenika među gubavce. Javila su se četiri dobrovoljca. Na osobni zahtjev, prvi je među gubavce otišao Otac Damien i smjestio se 1873. na Molokaiju, gdje je živjelo oko 800 gubavaca izbačenih iz društva. Kroz svoj rad s njima, Otac Damien stekao je veliku popularnost i poštovanje kao »apostol gubavaca«. Pružao im je medicinsku njegu, radio je i živio s njima, gradio kuće, bolnicu i dva sirotišta za napuštenu djecu te se brinuo za njihove duhovne potrebe. Pokrenuo je proizvodnju na farmi i osnovao školu. Prije njegova dolaska vladalo je bezakonje i nemoral. Postupno je zajednica počela živjeti sređenim životom. Izgradio je crkvu i utemeljio župu sv. Filomene, zaštitnice u teškim, bezizlaznim situacijama.
Konačno je i on obolio od gubavosti 1885., koja je tada bila smrtonosna i neizlječiva bolest. U pismu svome bratu napisao je, da je postao gubavac među gubavcima, kako bi sve predao Isusu Kristu. Umro je 1889. godine. Njegovi su posmrtni ostaci preneseni u Belgiju 1936. Pokopan je u samostanu u Leuvenu, koji je postao mjesto hodočašća. 
Papa Ivan Pavao II. proglasio ga je blaženim 1995., a papa Benedikt XVI. svetim 2009. Zaštitnik je gubavaca te oboljelih od side. Dva središta za okupljanje i liječenje zaraženih od side nose njegove ime, »Damien Center« u Indianapolisu i Albaniju.
Osnovana je „Zaklada Damien” 1964., koja pomaže borbi protiv gubavosti i tuberkuloze u 16 zemalja Afrike, Azije i Latinske Amerike. Također financira znanstvena istraživanja u vezi tih bolesti. Više od polovice novca dolazi od donacija Belgijanaca. Belgija je izdala prigodne kovanice od 20 eura s njegovih likom. U Belgiji i na Havajima postoje mnoga spomen–obilježja njemu u čast.